# 于學忠
于學忠（1890年11月19日—1964年9月22日），字孝侯，中華民國軍人，本發跡於吳佩孚，後投奔張作霖與張學良麾下，二戰期間為國民革命軍。父于文孚是北洋毅军宋庆部马三元帮统，曾于清光绪二十年（1894年）收張作霖并提拔他为哨长。

## 生平
清光绪三十四年（1908年）考入通州速成随营学堂步兵科，宣统三年（1911年）以第一名毕业任北洋左军即毅军排长、连长；民国元年随毅军进驻热河，1914年升林西镇守使署副官长，6月授中校衔；1917年调任直系吴佩孚部陆军第十八混成旅炮兵营长，驻襄阳，旅长赵荣华是他表兄；毅军林西镇守使米振标不同意调任，后经毅军统帅姜桂题劝解，他才于次年8月上任。
1920年夏，直皖战争随军与直系荆宜镇守使卢金山打败皖系长江上游总司令吴光新，攻克宜昌。次年秋川军熊克武、刘湘援鄂攻宜昌时，卢金山、赵荣华欲弃守宜昌，而学忠堅守至吴佩孚回援，大败川军，始为吴佩孚所识，升第十八混成旅步兵第二团团长；1922年年底率团参加国民党熊克武和直系吴部杨森、刘湘之战；1923年5月，熊联第1军川北边防军赖心辉部和第3军刘成勋陷成都，6月熊克重庆，9月杨森、刘湘反攻，授予少将军衔。1923年冬川军攻宜昌，赵荣华指挥不力被撤职，遂接任第十八混成旅旅长。
1925年10月第十八混成旅扩编为十四省联军第二十六师，任师长驻恩施。1926年国民革命军北伐，任为长江上游副司令，1926年冬升任十四省联军第九军军长兼荊襄边防总司令；1927年6月遭北伐军擊退，下野返回蓬莱，所部被冯玉祥收编，轉投張作霖，擔任镇威軍第二十軍中将軍長、东北边防公署军事参议官滦州警备司令。
1928年任东北军第一军军长、东北保安司令长官公署军事参议员、临绥驻军司令。东北易帜后，调任甘肃省政府主席。1929年7月至12月参加與蘇俄中東路事件。次年1月因在中東路事件立下戰功，和張學良同受青天白日勳章，為該勳章的首批受獎者。9月率第1军随张学良入关，进驻北平，被任命为平津卫戍司令兼河北省政府主席。
1931年升任江蘇綏靖公署第1集团军总司令。九一八事變後擔任河北省主席兼北平军分会委员；1932年8月擔任华北军第1军团長兼第51軍軍長（原东北军第1军）。1935年4月晋升陆军二级上将，6月调任陕甘剿匪总司令，11月任甘肃省主席，当选为中国国民党第5届中央执行委员。12月任西北剿匪第2路军总司令；1936年12月参与张学良的西安事变。
1937年5月10日，江蘇綏靖主任于學忠通電就職，6月13日抵淮陰上任:5422。5月12日，于學忠部第五十一軍自安徽移防江蘇:5424。抗日戰爭爆發後，任第3集团军副总司令，奉命率部守卫山东海防。
1938年1月任第3集团军总司令，3月参加淮河战役、台儿庄战役。6月改任第5集团军总司令，参加武汉保卫战，屡败日军。次年1月任苏鲁战区总司令，指挥第51及57军，自大别山鄂豫皖越陇海津浦路，向鲁南进发，于苏鲁边与八路军并肩抗日。
1941年底任山东省主席；次年5月兼任鲁南游击总指挥，1944年3月卸苏鲁战区总司令等职，调任国民政府军事参议院副院长。1945年5月，当选为中国国民党第6届中央执行委员。1947年5月任总统府战略顾问委员会委员；次年4月选为国民大会主席团成员。1949年1月，辞去本兼各职，隐居四川乡村。
中共取得政權後，於1952年12月擔任中共河北省政府委员。1954年8月，任中共第一届全国政协委员，9月迁國防委員會委員；1955年2月，迁河北省人民代表委员会委员、河北省体委主任等职。1956年被选为中国国民党革命委员会第3届中央委员。1964年9月22日於北京逝世。